# MIS12
MIS12 (англ. MIS12, kinetochore complex component) – білок, який кодується однойменним геном, розташованим у людей на короткому плечі 17-ї хромосоми. Довжина поліпептидного ланцюга білка становить 205 амінокислот, а молекулярна маса — 24 140.
| 10         |  | 20         |  | 30         |  | 40         |  | 50         |
| ---------- |  | ---------- |  | ---------- |  | ---------- |  | ---------- |
| MSVDPMTYEA |  | QFFGFTPQTC |  | MLRIYIAFQD |  | YLFEVMQAVE |  | QVILKKLDGI |
| PDCDISPVQI |  | RKCTEKFLCF |  | MKGHFDNLFS |  | KMEQLFLQLI |  | LRIPSNILLP |
| EDKCKETPYS |  | EEDFQHLQKE |  | IEQLQEKYKT |  | ELCTKQALLA |  | ELEEQKIVQA |
| KLKQTLTFFD |  | ELHNVGRDHG |  | TSDFRESLVS |  | LVQNSRKLQN |  | IRDNVEKESK |
| RLKIS      |  |            |  |            |  |            |  |            |

A: Аланін

C: Цистеїн

D: Аспарагінова кислота

E: Глутамінова кислота

F: Фенілаланін

G: Гліцин

H: Гістидин

I: Ізолейцин

K: Лізин

L: Лейцин

M: Метіонін

N: Аспарагін

P: Пролін

Q: Глутамін

R: Аргінін

S: Серин

T: Треонін

V: Валін

Задіяний у таких біологічних процесах, як клітинний цикл, поділ клітини, мітоз, розходження хромосом. 
Локалізований у хромосомах, центромерах, кінетохорі.